# ロビー・スターバック
ロビー・スターバック・ニューサム（英語: Robby Starbuck Newsom）は、アメリカの保守派の政治活動家、ミュージック・ビデオ監督、インフルエンサーである。

## 概要
スターバックはもともと、ハリウッドのミュージック・ビデオ監督として働いていた。
COVID-19の世界的流行下で、スターバックはマスクとワクチンの義務化に反対した。2022年にテネシー州議会議員に立候補して落選している。
2023年6月、女優のミーガン・フォックスとその家族のパパラッチを許可なくSNSに投稿し「男児に女児の服を着せるのは児童虐待である」と非難した。写真代理店は法的措置を取ると警告し、フォックスは「名声を得るためにどれだけ必死になっても、我が子の性自認を利用するのは間違いである」と反応した。
2024年2月、スターバックは反LGBTのドキュメンタリー映画The War on Childrenを公開した。映画では、化学物質が子どもの性自認をLGBTにしているとの主張が展開されている。映画はイーロン・マスクにより広く宣伝された。
2024年6月から、スターバックは多様性・公平性・包括性（DEI）、気候変動対策、LGBTの権利擁護などを推進する「目覚めた」企業へのボイコット運動を開始し、Xのフォロワーにも参加を呼びかけた。スターバックは「企業は社会・政治問題に関して中立であるべき」と考えている。その後、ディア・アンド・カンパニー、ハーレーダビッドソン、ロウズ、フォード・モーター、キャタピラーなどはDEIに関するポリシーを撤回・縮小し、LGBT擁護団体のヒューマン・ライツ・キャンペーンとの提携を終了した。一方で、スターバックが行動を起こす前から、これらの企業はDEIにさほど関心を持っておらず、ポリシーの変更を進めていたとの指摘も存在する。
日本の企業に対しても圧力をかけることがあり、トヨタ自動車も標的となっている。
スターバックの活動について、J.C.ペニーの元チーフ・ダイバーシティ・オフィサー（CDO）で、DEI賛成派のケリー・ジョンソンは「DEIへの取り組みをやめた場合、企業はどの市場セグメントや従業員を失うかを問われる」とし、DEIポリシーの削減に伴うリスクを精査する必要があると述べている。
JPモルガン・チェースをはじめとする多くの企業は、DEIはビジネスや道徳の観点で良いことであり、引き続き取り組んでいくとした。
スターバックの要求に従った企業の株主は、DEIポリシーの復帰のために株主提案や訴訟など様々な手段を講じることを検討している。ニューヨーク市監査役のブラッド・ランダーは「正当な理由なくDEIポリシーを変更した企業は株主からの訴訟に直面するだろう」と述べた。
ヒューマン・ライツ・キャンペーンの調査によると、LGBT当事者の多くは、DEIポリシーを撤回・縮小した企業をボイコットするつもりであると答えている。

## 私生活
1960年代にキューバから亡命した母と祖父母に育てられた。従来から共和党支持者であり、2017年から保守志向を強めている。

## フィルモグラフィ
DVDミュージック
- 2010年 - シルヴァースタイン - Decade (Live at the El Mocambo)

ミュージック・ビデオ
- 2008年 - ア・スカイリット・ドライヴ - This Isn't the End
- 2009年 - And Then There Were None - Reinventing Robert Cohn
- 2009年 - アスキング・アレクサンドリア - The Final Episode (Let's Change the Channel)
- 2010年 - アスキング・アレクサンドリア - A Prophecy
- 2010年 - オーガスト・バーンズ・レッド - Mariana's Trench
- 2010年 - Fight Fair - Pop Rocks
- 2010年 - ピアス・ザ・ヴェイル - Caraphernelia
- 2010年 - Seasons After - Cry Little Sister
- 2010年 - The Dangerous Summer - Where I Want to Be
- 2011年 - Pop Evil - Monster You Made
- 2011年 - スマッシング・パンプキンズ - Owata
- 2012年 - Blessed by a Broken Heart - Rockin' All Night
- 2012年 - Jeffree Star - Prom Night!
- 2012年 - イエローカード - Always Summer
- 2013年 - エイコン - One in the Chamber
- 2013年 - イヴ feat. Gabe Saporta - Make It Out This Town

ドキュメンタリー
- 2024年 - The War on Children